# 赵朝 (春秋)
赵朝（？—？），嬴姓，邯郸氏，名朝，是赵胜的曾孙，陈厚耀怀疑赵朝是赵穿的曾孙，赵胜的儿子，晋国大夫。
前514年，晋国的祁氏和羊舌氏被六卿消灭。中军将魏献子将羊舌氏的封邑分为三个县，魏献子认为赵朝是卿的庶子中不失职、能够保住家业的人，提拔他担任平阳大夫。